# Friedrich Bernhard Gottfried Nicolai
Friedrich Bernhard Gottfried Nicolai, född 25 oktober 1793 i Braunschweig, död 4 juli 1846 i Mannheim, var en tysk astronom.
Nicolai var 1813–16 astronom vid observatoriet på Seeberg vid Gotha, därefter till sin död direktor för observatoriet i Mannheim. Han utgav åtskilliga matematiska och astronomiska avhandlingar, av vilka en innehåller hans mycket använda metod för lösningen av den så kallade Lambertska eller Eulerska ekvationen.